# José María Morelos (municipi)
José María Morelos és un municipi de l'estat de Quintana Roo. José María Morelos és el cap de municipi i principal centre de població d'aquesta municipalitat. Aquest municipi es troba a la part sud de l'estat de Quintana Roo. Limita al nord amb els municipis de Solidaridad, al sud amb Felipe Carillo Puerto, a l'oest amb l'estat de Campeche i a l'est amb el Carib.